# Gunpei Yokoi
Gunpei Yokoi (jap. 横井軍平, Yokoi Gunpei; auch transkribiert als Gumpei Yokoi; * 10. September 1941 in Kyōto; † 4. Oktober 1997 in Komatsu) war ein japanischer Spieleentwickler und eine der bedeutendsten Personen in der Geschichte der Videospiel-Firma Nintendo. Seine bedeutendste Schöpfung ist das tragbare Spielesystem Game Boy, welcher zu den erfolgreichsten Spiele-Konsolen überhaupt zählt und den Weg für portable Spielekonsolen (Handheld-Konsole) ebnete. Er arbeitete außerdem an bekannten Nintendo-Reihen wie Metroid und Kid Icarus mit.

## Leben und Wirken

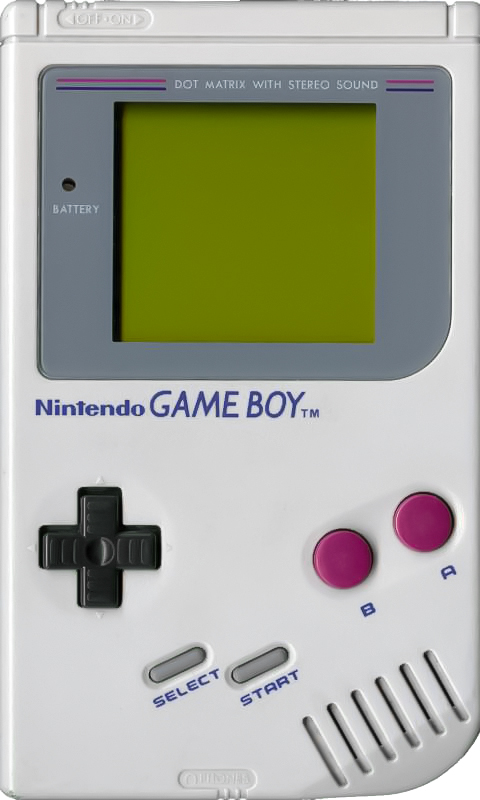
Der Game Boy erschien 1989

Während seiner Zeit bei Nintendo entwickelte Gunpei Yokoi u. a. die Ultra-Hand, die Teufelstonne, die Game-&-Watch-Spiele und den Game Boy. 
Ferner war er der Schöpfer des digitalen Steuerkreuzes (D-Pad), welches heute standardmäßig bei nahezu allen Gamepads vorhanden ist. Nintendo wurde dafür auf der CES 2007 mit einem Emmy in der Kategorie Peripheral Development and Technological Impact of Video Game Controllers ausgezeichnet.
Yokoi arbeitete mit an bekannten Spielen wie Donkey Kong, Mario Bros., Metroid, Tetris Attack, Kid Icarus und Fire Emblem: Genealogy of the Holy War. Der Tiefpunkt seiner Karriere war der kommerzielle Misserfolg der Spielkonsole Virtual Boy. Fire Emblem: Genealogy of the Holy War sollte sein letztes Spiel bleiben.
Nach dem Flop des Virtual Boy (1996) verließ Yokoi Nintendo und gründete eine neue Firma, Koto. Dort entwickelte er in Kooperation mit Bandai die Handheld-Konsole Wonderswan. Ihm zu Ehren wurde das erste Spiel für den Wonderswan Gunpey genannt.
1997 kam Yokoi bei einem Autounfall ums Leben. Er fuhr in einem Auto mit Etsuo Kisō, einem Kollegen aus Kyōto. Als Kisō einen leichten Auffahrunfall verursachte, stiegen beide aus, um den Schaden zu begutachten. Dabei wurden sie von einem weiteren Fahrzeug angefahren. Während Kisō zwei Knochenbrüche erlitt, wurde Yokoi schwer verletzt und starb im Krankenhaus.